# ریسا سرا
ریسا سرا (انگلیسی: Risa Sera؛ زادهٔ ۱۹ نوامبر ۱۹۹۱) بازیگر، و کشتی‌گیر کشتی حرفه‌ای اهل ژاپن است.